# Transports en commun de Lunel
Olé (anciennement Transports Intercommunaux du Pays de Lunel jusqu'au 15 juillet 2025, abrégé TIPL) est le réseau de transports en commun desservant la commune de Lunel et son agglomération, dans le département de l'Hérault.
Celui-ci est organisé par Lunel Agglo, et exploité par Arc en Ciel Autocars.

## Historique
Les Transports Intercommunaux du Pays de Lunel (abrégé TIPL) sont mis en service en Avril 2010 par la Communauté de communes du Pays de Lunel, et exploités jusqu'en 2016 par Keolis, via sa filiale Keolis Courriers du Midi, avant d'être repris en 2017 par Arc en Ciel Autocars.
En Juin 2019, dans le cadre de la mise en service du Pôle d’Échanges Multimodal (PEM), situé à proximité de la gare de Lunel, la fréquence des lignes est renforcée, grâce entre autre au renfort de la desserte par 5 lignes régionales du réseau liO, et surtout la ligne 6 voit le jour, desservant les communes de Garrigues, Galargues et Campagne à raison de 2 allers-retours par jours.
Le 15 juillet 2025, dans le cadre de l'élargissement des compétences de Lunel Agglo, qui exerce désormais le rôle d'autorité organisatrice des transports de l'agglomération, le réseau change de nom et devient Olé, abréviation du slogan "Osons l'écomobilité" du réseau. De plus, il est prévu une nouvelle tarification sur le réseau, ainsi que la mise en service d'une application mobile.

## Réseau actuel
En 2025, le réseau est composé de 6 lignes intercommunales (numérotées de 1 à 6):

### Lignes intercommunales
| Ligne | Caractéristiques | Caractéristiques                                                   | Caractéristiques                                                   | Caractéristiques                                                   | Caractéristiques                                                   | Caractéristiques                                                   | Caractéristiques                                                   | Caractéristiques                                                   | Caractéristiques                                                   |
| 1a    | (Circulaire) Lunel – République ⥋ via Victor Hugo | (Circulaire) Lunel – République ⥋ via Victor Hugo                  | (Circulaire) Lunel – République ⥋ via Victor Hugo                  | (Circulaire) Lunel – République ⥋ via Victor Hugo                  | (Circulaire) Lunel – République ⥋ via Victor Hugo                  | (Circulaire) Lunel – République ⥋ via Victor Hugo                  | (Circulaire) Lunel – République ⥋ via Victor Hugo                  | (Circulaire) Lunel – République ⥋ via Victor Hugo                  | (Circulaire) Lunel – République ⥋ via Victor Hugo                  |
| ----- | --- | ------------------------------------------------------------------ | ------------------------------------------------------------------ | ------------------------------------------------------------------ | ------------------------------------------------------------------ | ------------------------------------------------------------------ | ------------------------------------------------------------------ | ------------------------------------------------------------------ | ------------------------------------------------------------------ |
| 1a    | Ouverture / Fermeture 1er avril 2010 / — | Longueur —                                                         | Durée 27 min                                                       | Nb. d’arrêts 14                                                    | Matériel -                                                         | Jours de fonctionnement L, Ma, Me, J, V, S                         | Jour / Soir / Nuit / Fêtes O / N / N / N                           | Voy. / an —                                                        | Exploitant Arc en Ciel Autocars                                    |
| 1a    | Desserte : - Communes et lieux desservis : Lunel - Gares desservies : Lunel |                                                                    |                                                                    |                                                                    |                                                                    |                                                                    |                                                                    |                                                                    |                                                                    |
| 1a    | Autre : - Amplitude horaire et fréquence : - Du Lundi au Samedi : La ligne fonctionne de 7h30 à 18h55, avec un passage toutes les 60 minutes. |                                                                    |                                                                    |                                                                    |                                                                    |                                                                    |                                                                    |                                                                    |                                                                    |
| 1a    | Dernière actualisation : 17 juillet 2025 |                                                                    |                                                                    |                                                                    |                                                                    |                                                                    |                                                                    |                                                                    |                                                                    |
| 1b    | (Circulaire) Lunel – République ⥋ via Portes de la Mer | (Circulaire) Lunel – République ⥋ via Portes de la Mer             | (Circulaire) Lunel – République ⥋ via Portes de la Mer             | (Circulaire) Lunel – République ⥋ via Portes de la Mer             | (Circulaire) Lunel – République ⥋ via Portes de la Mer             | (Circulaire) Lunel – République ⥋ via Portes de la Mer             | (Circulaire) Lunel – République ⥋ via Portes de la Mer             | (Circulaire) Lunel – République ⥋ via Portes de la Mer             | (Circulaire) Lunel – République ⥋ via Portes de la Mer             |
| 1b    | Ouverture / Fermeture 1er avril 2010 / — | Longueur —                                                         | Durée —                                                            | Nb. d’arrêts 14                                                    | Matériel -                                                         | Jours de fonctionnement L, Ma, Me, J, V, S                         | Jour / Soir / Nuit / Fêtes O / N / N / N                           | Voy. / an —                                                        | Exploitant Arc en Ciel Autocars                                    |
| 1b    | Desserte : - Communes et lieux desservis : Lunel - Gares desservies : Lunel |                                                                    |                                                                    |                                                                    |                                                                    |                                                                    |                                                                    |                                                                    |                                                                    |
| 1b    | Autre : - Amplitude horaire et fréquence : - Du Lundi au Samedi : La ligne fonctionne de 7h00 à 19h25, avec un passage toutes les 60 minutes. |                                                                    |                                                                    |                                                                    |                                                                    |                                                                    |                                                                    |                                                                    |                                                                    |
| 1b    | Dernière actualisation : 17 juillet 2025 |                                                                    |                                                                    |                                                                    |                                                                    |                                                                    |                                                                    |                                                                    |                                                                    |
| 2     | Lunel – Gare Multimodale ⥋ Marsillargues – Charles Corbière | Lunel – Gare Multimodale ⥋ Marsillargues – Charles Corbière        | Lunel – Gare Multimodale ⥋ Marsillargues – Charles Corbière        | Lunel – Gare Multimodale ⥋ Marsillargues – Charles Corbière        | Lunel – Gare Multimodale ⥋ Marsillargues – Charles Corbière        | Lunel – Gare Multimodale ⥋ Marsillargues – Charles Corbière        | Lunel – Gare Multimodale ⥋ Marsillargues – Charles Corbière        | Lunel – Gare Multimodale ⥋ Marsillargues – Charles Corbière        | Lunel – Gare Multimodale ⥋ Marsillargues – Charles Corbière        |
| 2     | Ouverture / Fermeture 1er avril 2010 / — | Longueur —                                                         | Durée 30 min                                                       | Nb. d’arrêts 18                                                    | Matériel -                                                         | Jours de fonctionnement L, Ma, Me, J, V, S                         | Jour / Soir / Nuit / Fêtes O / N / N / N                           | Voy. / an —                                                        | Exploitant Arc en Ciel Autocars                                    |
| 2     | Desserte : - Communes et lieux desservis : Lunel, Marsillargues - Gares desservies : Lunel |                                                                    |                                                                    |                                                                    |                                                                    |                                                                    |                                                                    |                                                                    |                                                                    |
| 2     | Autre : - Amplitude horaire et fréquence : - Du Lundi au Samedi : La ligne fonctionne de 7h40 à 18h30, avec 6 allers-retours par jours. - Particularités : - Certains arrêts sont desservis, à d'autres horaires, par les lignes régionales liO. |                                                                    |                                                                    |                                                                    |                                                                    |                                                                    |                                                                    |                                                                    |                                                                    |
| 2     | Dernière actualisation : 17 juillet 2025 |                                                                    |                                                                    |                                                                    |                                                                    |                                                                    |                                                                    |                                                                    |                                                                    |
| 3     | Lunel – Pôle de Santé ⥋ Lunel-Viel – Coopérative / Mas de Paché | Lunel – Pôle de Santé ⥋ Lunel-Viel – Coopérative / Mas de Paché    | Lunel – Pôle de Santé ⥋ Lunel-Viel – Coopérative / Mas de Paché    | Lunel – Pôle de Santé ⥋ Lunel-Viel – Coopérative / Mas de Paché    | Lunel – Pôle de Santé ⥋ Lunel-Viel – Coopérative / Mas de Paché    | Lunel – Pôle de Santé ⥋ Lunel-Viel – Coopérative / Mas de Paché    | Lunel – Pôle de Santé ⥋ Lunel-Viel – Coopérative / Mas de Paché    | Lunel – Pôle de Santé ⥋ Lunel-Viel – Coopérative / Mas de Paché    | Lunel – Pôle de Santé ⥋ Lunel-Viel – Coopérative / Mas de Paché    |
| 3     | Ouverture / Fermeture 1er avril 2010 / — | Longueur —                                                         | Durée 10-15 min                                                    | Nb. d’arrêts 15                                                    | Matériel -                                                         | Jours de fonctionnement L, Ma, Me, J, V, S                         | Jour / Soir / Nuit / Fêtes O / N / N / N                           | Voy. / an —                                                        | Exploitant Arc en Ciel Autocars                                    |
| 3     | Desserte : - Communes et lieux desservis : Lunel, Lunel-Viel - Gares desservies : Lunel |                                                                    |                                                                    |                                                                    |                                                                    |                                                                    |                                                                    |                                                                    |                                                                    |
| 3     | Autre : - Amplitude horaire et fréquence : - Du Lundi au Samedi : La ligne fonctionne de 7h05 à 18h45, avec 9-10 allers-retours par jours. - Particularités : - Certaines courses sont effectuées par la ligne 2. - Certaines courses sont origines/terminus Mas de Paché. - Certains arrêts sont desservis, à d'autres horaires, par les lignes régionales liO. |                                                                    |                                                                    |                                                                    |                                                                    |                                                                    |                                                                    |                                                                    |                                                                    |
| 3     | Dernière actualisation : 17 juillet 2025 |                                                                    |                                                                    |                                                                    |                                                                    |                                                                    |                                                                    |                                                                    |                                                                    |
| 4     | Saussines – Écoles ⥋ Lunel – Centre Commercial Portes de la Mer | Saussines – Écoles ⥋ Lunel – Centre Commercial Portes de la Mer    | Saussines – Écoles ⥋ Lunel – Centre Commercial Portes de la Mer    | Saussines – Écoles ⥋ Lunel – Centre Commercial Portes de la Mer    | Saussines – Écoles ⥋ Lunel – Centre Commercial Portes de la Mer    | Saussines – Écoles ⥋ Lunel – Centre Commercial Portes de la Mer    | Saussines – Écoles ⥋ Lunel – Centre Commercial Portes de la Mer    | Saussines – Écoles ⥋ Lunel – Centre Commercial Portes de la Mer    | Saussines – Écoles ⥋ Lunel – Centre Commercial Portes de la Mer    |
| 4     | Ouverture / Fermeture 1er avril 2010 / — | Longueur —                                                         | Durée 35-45 min                                                    | Nb. d’arrêts 15                                                    | Matériel -                                                         | Jours de fonctionnement L, Ma, Me, J, V, S                         | Jour / Soir / Nuit / Fêtes O / N / N / N                           | Voy. / an —                                                        | Exploitant Arc en Ciel Autocars                                    |
| 4     | Desserte : - Communes et lieux desservis : Saussines, Boisseron, Entre-Vignes, Lunel - Gares desservies : Lunel |                                                                    |                                                                    |                                                                    |                                                                    |                                                                    |                                                                    |                                                                    |                                                                    |
| 4     | Autre : - Amplitude horaire et fréquence : - Du Lundi au Samedi : La ligne fonctionne de 6h45 à 19h45, avec 7-8 allers-retours par jours. - Particularités : - Certaines courses sont origines/terminus Gare Multimodale et Rue du Stade. |                                                                    |                                                                    |                                                                    |                                                                    |                                                                    |                                                                    |                                                                    |                                                                    |
| 4     | Dernière actualisation : 17 juillet 2025 |                                                                    |                                                                    |                                                                    |                                                                    |                                                                    |                                                                    |                                                                    |                                                                    |
| 5     | Saint-Sériès – Mairie ⥋ Lunel – Centre Commercial Portes de la Mer | Saint-Sériès – Mairie ⥋ Lunel – Centre Commercial Portes de la Mer | Saint-Sériès – Mairie ⥋ Lunel – Centre Commercial Portes de la Mer | Saint-Sériès – Mairie ⥋ Lunel – Centre Commercial Portes de la Mer | Saint-Sériès – Mairie ⥋ Lunel – Centre Commercial Portes de la Mer | Saint-Sériès – Mairie ⥋ Lunel – Centre Commercial Portes de la Mer | Saint-Sériès – Mairie ⥋ Lunel – Centre Commercial Portes de la Mer | Saint-Sériès – Mairie ⥋ Lunel – Centre Commercial Portes de la Mer | Saint-Sériès – Mairie ⥋ Lunel – Centre Commercial Portes de la Mer |
| 5     | Ouverture / Fermeture 1er avril 2010 / — | Longueur —                                                         | Durée 30-40 min                                                    | Nb. d’arrêts 14                                                    | Matériel -                                                         | Jours de fonctionnement L, Ma, Me, J, V, S                         | Jour / Soir / Nuit / Fêtes O / N / N / N                           | Voy. / an —                                                        | Exploitant Arc en Ciel Autocars                                    |
| 5     | Desserte : - Communes et lieux desservis : Saint-Sériès, Saturargues, Villetelle, Lunel - Gares desservies : Lunel |                                                                    |                                                                    |                                                                    |                                                                    |                                                                    |                                                                    |                                                                    |                                                                    |
| 5     | Autre : - Amplitude horaire et fréquence : - Du Lundi au Samedi : La ligne fonctionne de 6h50 à 20h05, avec 7-8 allers-retours par jours. - Particularités : - Certaines courses sont origines/terminus Gare Multimodale. |                                                                    |                                                                    |                                                                    |                                                                    |                                                                    |                                                                    |                                                                    |                                                                    |
| 5     | Dernière actualisation : 17 juillet 2025 |                                                                    |                                                                    |                                                                    |                                                                    |                                                                    |                                                                    |                                                                    |                                                                    |
| 6     | Galargues – Mistral ⥋ Sommières – Place des Aires | Galargues – Mistral ⥋ Sommières – Place des Aires                  | Galargues – Mistral ⥋ Sommières – Place des Aires                  | Galargues – Mistral ⥋ Sommières – Place des Aires                  | Galargues – Mistral ⥋ Sommières – Place des Aires                  | Galargues – Mistral ⥋ Sommières – Place des Aires                  | Galargues – Mistral ⥋ Sommières – Place des Aires                  | Galargues – Mistral ⥋ Sommières – Place des Aires                  | Galargues – Mistral ⥋ Sommières – Place des Aires                  |
| 6     | Ouverture / Fermeture 1er juin 2019 / — | Longueur —                                                         | Durée 15-20 min                                                    | Nb. d’arrêts 6                                                     | Matériel -                                                         | Jours de fonctionnement L, Ma, Me, J, V, S                         | Jour / Soir / Nuit / Fêtes O / N / N / N                           | Voy. / an —                                                        | Exploitant Arc en Ciel Autocars                                    |
| 6     | Desserte : - Communes et lieux desservis : Galargues, Garrigues, Campagne, Sommières - Gares desservies : Aucune |                                                                    |                                                                    |                                                                    |                                                                    |                                                                    |                                                                    |                                                                    |                                                                    |
| 6     | Autre : - Amplitude horaire et fréquence : - Du Lundi au Samedi : La ligne fonctionne de 6h35 à 18h35, avec 2 allers-retours par jours. - Particularités : - Cette ligne permet une connexion avec les lignes régionales liO à Place des Aires. |                                                                    |                                                                    |                                                                    |                                                                    |                                                                    |                                                                    |                                                                    |                                                                    |
| 6     | Dernière actualisation : 17 juillet 2025 |                                                                    |                                                                    |                                                                    |                                                                    |                                                                    |                                                                    |                                                                    |                                                                    |

## Exploitation

### Exploitant
Depuis 2017, le réseau est exploité par Arc en Ciel Autocars.

### Dépôt
Le dépôt du réseau Olé est situé sur la commune de Lunel.